# 內禮司
內禮司 (日语：／／ Nairaishi)是日本律令制时代隶属于中務省的官僚机构之一，和训为。

## 職掌
内礼司的职责是执行宫廷礼仪，并纠举违反礼仪的行为。为了进行纠举设置了六名称为“主礼”的伴部 (輪替性质的低等職官)。内礼司如果发现不符合礼仪的事件，将通过中務省向有关部门告发，称为奏弹。虽然内礼司在宫中扮演着特别警察一般的角色，但其权力仅限于处理轻罪。与内礼司类似的机构还有在负责宫外监察工作的彈正台，后来内礼司在大同3年（806年）被并入弾正台。

## 职员
内礼司職員包括：
- 正（正六位下相当）　一名
- 佑（正八位上相当）　一名
- 令史（大初位下相当）一名

- 使部
- 直丁

- 主礼　六名

## 相关项目
- 日本古代职官